# رود جونز (لاعب كرة قدم أمريكية أمريكي)
رود جونز (بالإنجليزية: Rod Jones)‏ هو لاعب كرة قدم أمريكية أمريكي، ولد في 11 يناير 1974 في ديترويت في الولايات المتحدة.

## وصلات خارجية
- رود جونز على موقع مرجع كرة القدم المحترفة.كوم (الإنجليزية)